# Агиос Георгиос (окръг Лимасол)
Вижте пояснителната страница за други населени места с името Агиос Георгиос.
Агиос Гео̀ргиос (на гръцки: Άγιος Γεώργιος) е село в Кипър, окръг Лимасол. Според статистическата служба на Република Кипър през 2001 г. селото има 69 жители.
Намира се на 20 км северно от Лимасол.